# NGC 5914
NGC 5914 est une galaxie lenticulaire située dans la constellation du Bouvier. Sa vitesse par rapport au fond diffus cosmologique est de 5 541 ± 7 km/s, ce qui correspond à une distance de Hubble de 81,7 ± 5,7 Mpc (∼266 millions d'al). NGC 5914 a été découverte par l'astronome français Édouard Stephan en 1882.
L'image réalisée à l'aide des données du relevé SDSS ne montre aucun bras spiral. La classification de galaxie lenticulaire par la base de données HyperLeda semble mieux décrire cette galaxie.